# ونتسندورف
ونتسندورف (به آلمانی: Wenzendorf) یک شهر در آلمان است که در Hollenstedt واقع شده‌است. ونتسندورف ۱٬۳۳۲ نفر جمعیت دارد.